# Sladenia (chi cá)
Sladenia là một chi cá trong họ Lophiidae, sống ở vùng Tây Thái Bình Dương.

## Các loài
Hiện tại có 3 loài được ghi nhận:
- Sladenia remiger H. M. Smith & Radcliffe, 1912
- Sladenia shaefersi J. H. Caruso & Bullis, 1976
- Sladenia zhui Y. Ni, H. L. Wu & S. Li, 2012[2]